# Yotha FC
Der Yotha Football Club, auch bekannt als Yothatikan Football Club, war ein laotischer Fußballverein aus Vientiane. Zuletzt spielte der Verein in der ersten Liga, der Lao Premier League.

## Geschichte
Der Verein wurde 1997 als Ministry of Communication, Transportation, Post and Construction Football Club (MCTPC FC) gegründet. 2002, 2003 und 2004 feierte der Verein den Gewinn der laotschen Meisterschaft. 2003 wurde der Klub Pokalsieger. Im Finale besiegte man den Lao Army FC mit 2:1. Im gleichen Jahr nahm der Klub an der ASEAN Club Championship in Indonesien teil. Als Gruppendritter schied man bereits in der Gruppenphase aus. 2007 stand man erneut im Finale des Pokals. Gegen eine Auswahl der Provinz Savannakhet gewann man mit 2:1. 2008 wurde der Verein in Ministry of Public Works and Transport Football Club (MPWT FC) umbenannt. 2011 gewann man zum vierten Mal die Meisterschaft. 2012 wurde der Verein in Yothatikan Football Club umbenannt. Nach der Saison 2014 wurde der Verein aufgelöst.

### Namenshistorie
- 1997: Gründung als Ministry of Communication, Transportation, Post and Construction Football Club (MCTPC FC)
- 2008: Umbenennung in Ministry of Public Works and Transport Football Club (MPWT FC)
- 2012: Umbenennung in Yothatikan Football Club

## Erfolge
- Laotischer Meister: 2002, 2003, 2004, 2011
- Laotischer Pokalsieger: 2003, 2007

## Stadion
Zuletzt trug der Verein seine Heimspiele im Neuen Nationalstadion von Laos in Vientiane aus. Das Stadion hat ein Fassungsvermögen von 25.000 Personen.

## Trainer
| Trainer                 | Nation | von            | bis               |
| ----------------------- | ------ | -------------- | ----------------- |
| Chandalaphone Liepvisay | Laos   | 1. Januar 2013 | 31. Dezember 2013 |

## Statistik in den ASEAN Wettbewerben
| Saison | Wettbewerb              | Runde    | Gegner            | Ergebnis | Platz |
| ------ | ----------------------- | -------- | ----------------- | -------- | ----- |
| 2003   | ASEAN Club Championship | Gruppe C | Hoàng Anh Gia Lai | 1:2      | 3.    |
| 2003   | ASEAN Club Championship | Gruppe C | Persita Tangerang | 1:5      | 3.    |